# Мадонна с Младенцем под яблоней
«Мадонна с Младенцем под яблоней» — картина немецкого художника Лукаса Кранаха Старшего из собрания Государственного Эрмитажа.
На картине изображена рыжеволосая Мадонна с Младенцем на руках, она одета в тёмно-зелёный плащ c переливающейся жёлтой подкладкой и ярко-красное платье. Младенец в правой руке держит корочку хлеба, которая символизирует тело Христово и является евхаристическим указанием на лютеранскую пасху; в левой руке у Младенца яблоко — прямое указание на искупительную жертву Христа, снявшего проклятие греха с человечества. Мадонна сидит под яблоней, усыпанной спелыми жёлто-красными яблоками; справа на стволе яблони изображён миниатюрный золотой дракончик — своеобразная подпись художника, которую он использовал во множестве своих работ. Слева от Мадонны виден пейзаж с горным озером и небольшим замком на скале.
Кандидат искусствоведения, старший научный сотрудник Отдела западноевропейского изобразительного искусства Государственного Эрмитажа Ч. А. Мезенцева в своём очерке искусства Германии XV—XVIII веков, проводя детальный анализ картины, отмечала:

Здесь, как и в «Венере», своеобразная готичность сочетается с элементами маньеризма. Об этом говорят и построение композиции в вертикальной плоскости, и трактовка пластических масс и цветовых пятен по винтовой схеме в противоположность ренессансному контрапосту.
…Мария превращается художником в сказочную царицу райского сада, в прекрасную обладательницу открывающихся за её спиной далей, во властительницу природы.

Дата создания картины неизвестна,  считается что она написана в 1530-х годах, причем основой для живописи послужила доска. В Эрмитаж поступила в 1851 году, история происхождения картины до появления в России невыяснена, в 1868 году реставратором Н. Сидоровым была переведена с дерева на холст. Выставляется в здании Малого Эрмитажа в зале 255.
В 1983 году почтой СССР была выпущена почтовая марка достоинством 4 копейки с репродукцией картины.
Известно несколько более ранних работ Кранаха Старшего на аналогичный сюжет. Наиболее близка композиционно картина из Кунстхалле Карлсруэ — здесь присутствует дополнительная фигура юного Иоанна Крестителя. Другие, существенно отличающиеся, работы находятся в Гюстровском замке и в Базельском художественном музее.

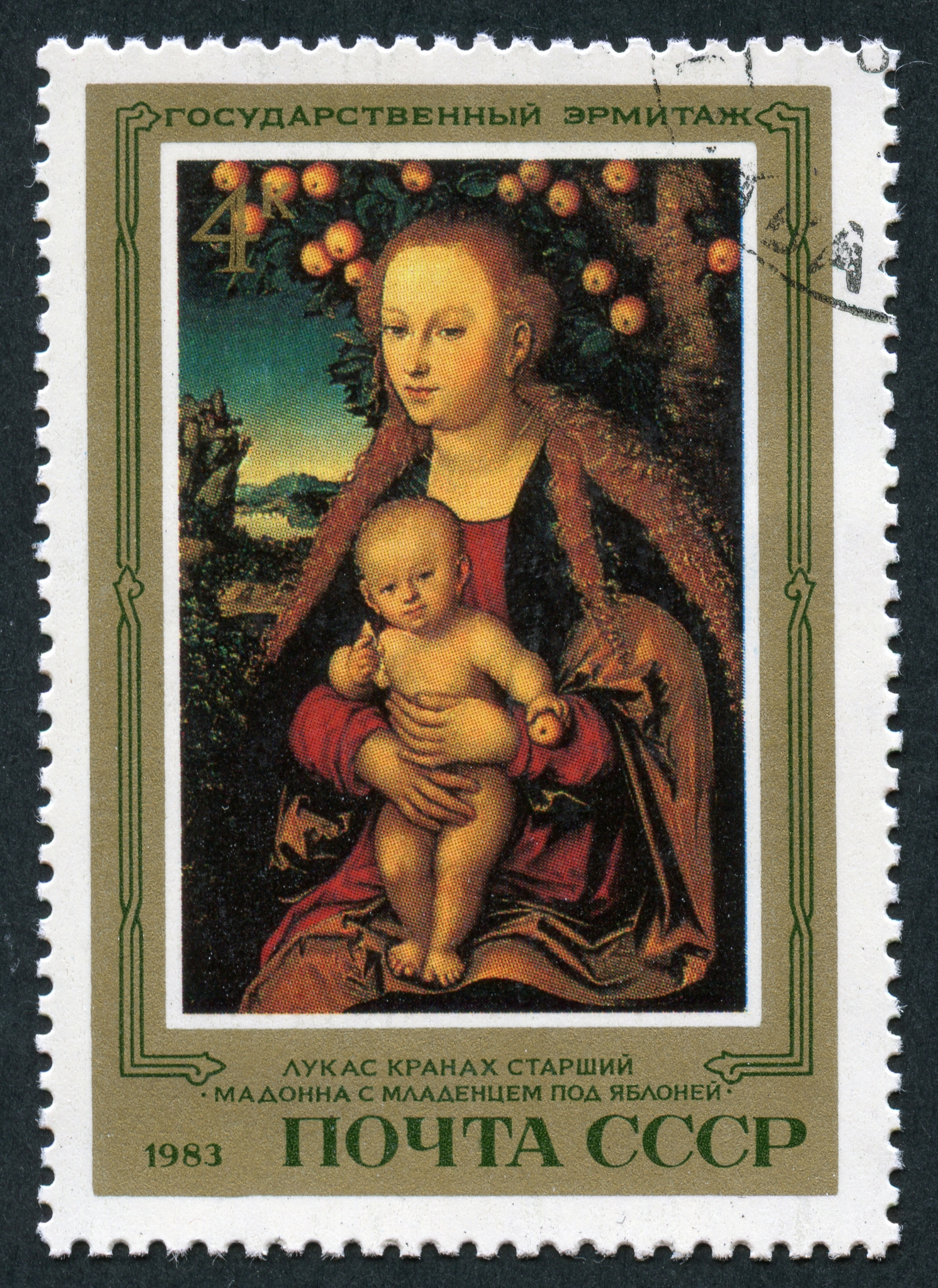
«Мадонна с Младенцем под яблоней» на почтовой марке СССР.
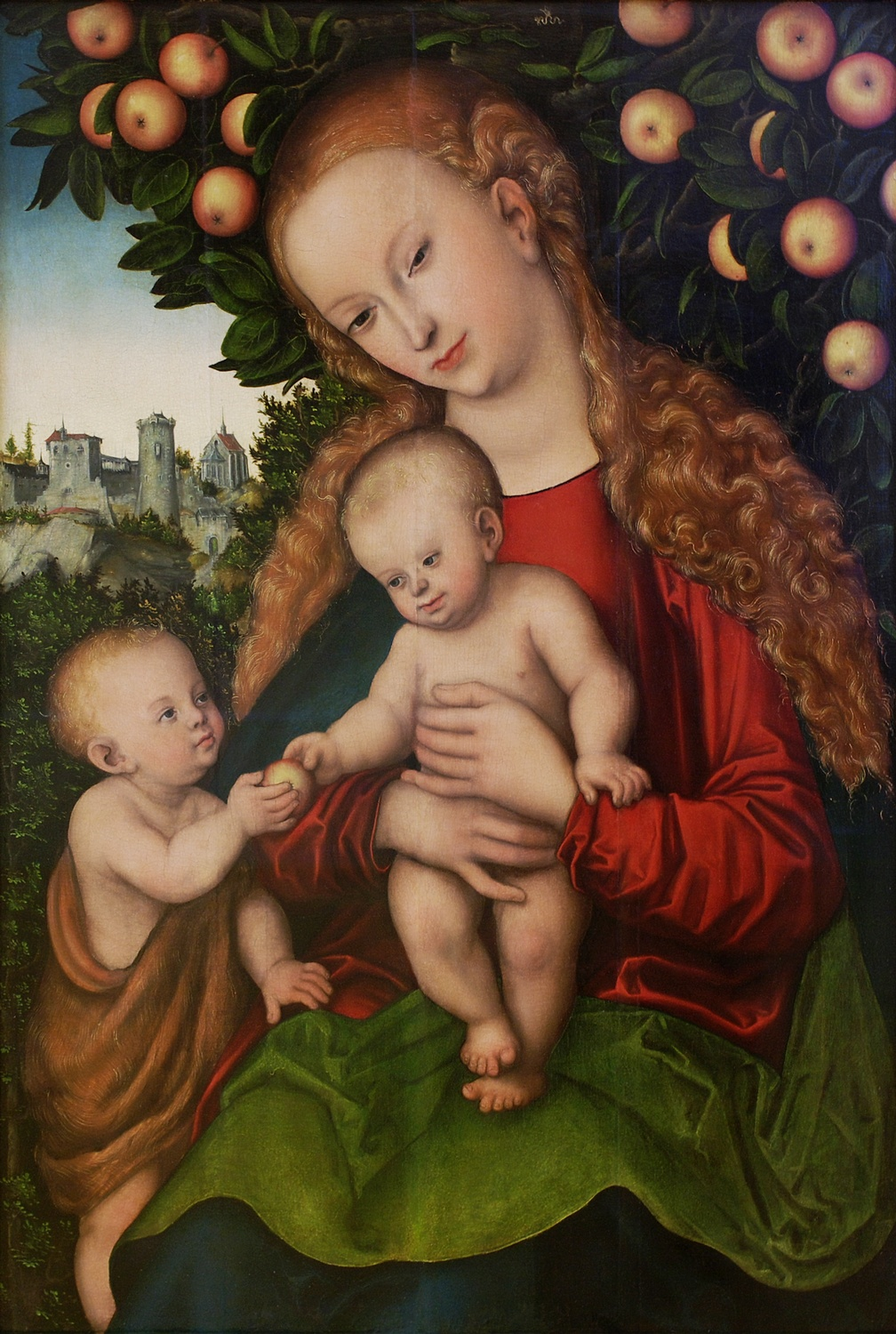
«Мадонна с Младенцем и Иоанном Крестителем под яблоней. Ок.  1535. Кунстхалле (Карлсруэ)
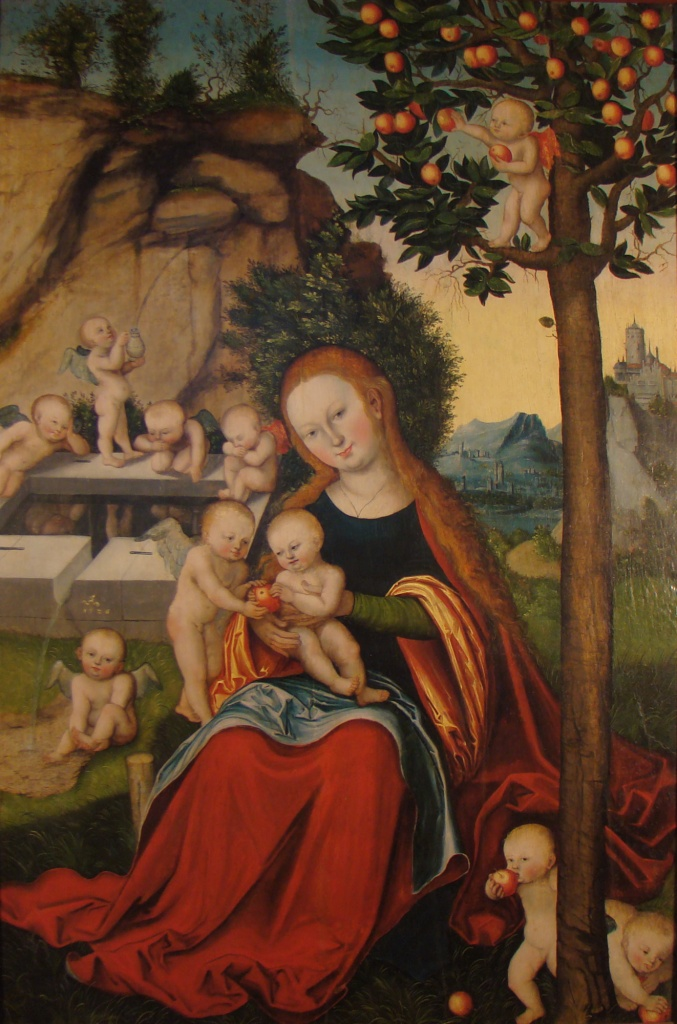
«Мария под яблоней». 1526. Гюстровский замок